# Галера, Даниэл
Даниэл Галера (порт. Daniel Galera, род. 13 июля 1979, Сан-Паулу) — бразильский писатель и переводчик.

## Биография
Рос в Порту-Алегри. Закончил там Федеральный университет Рио-Гранди-ду-Сул, изучал рекламу. В 1997—2001 занимался журналистикой в Интернете. В 2001 вместе с коллегами создал издательство Livros do Mal, которое публикует произведения молодых авторов. В 2001 выпустил в этом издательстве книгу своих рассказов, в 2003 — первый роман.
Переводил прозу Джека Лондона, Джона Чивера, Хантера Томпсона, Ирвина Уэлша, Зэди Смит, Дэвида Фостера Уоллеса, Джонатана Сафрана Фоера и др.

## Книги

### Рассказы
- Запасные зубы/ Dentes Guardados, Livros do Mal, 2001 (ит. пер. 2004)

### Романы
- До того дня, когда умер пес/ Até o dia em que o cão morreu, Livros do Mal, 2003.
- Лошадиные руки/ Mãos de Cavalo, Companhia das Letras, 2006 (исп. пер. 2007, ит. пер. 2008, фр. пер. 2010)
- Кордильера/ Cordilheira,Compahia das Letras, 2008 (премия Машаду де Ассиса, премия Жабути)
- Борода, залитая кровью/ Barba ensopada de sangue, Companhia das Letras, 2012 (Литературная премия Сан-Паулу за лучшую книгу года, премия Жабути; нем. пер. 2013, англ., голл. и катал. пер. 2014)

## Экранизации
- До того дня, когда умер пес[1]

## Признание
В 2012 влиятельный британский журнал Гранта назвал Даниэла Галеру в числе 20 лучших бразильских молодых авторов.